# Kamenec
Kamenec (deutsch Weißgrün) ist eine Gemeinde mit 72 Einwohnern (Stand: 1. Januar 2023) in Tschechien. Sie liegt drei Kilometer nördlich der Stadt Radnice und gehört zum Okres Rokycany. Die Katasterfläche beträgt 175 ha.

## Geographie
Der Ort befindet sich in 362 m ü. M. im Tal des Radnický potok an der Einmündung des Chomelský potok. Nordöstlich liegt der Hügel Babina (423 m), südlich der Hrádek (500 m).
Nachbarorte sind Nový Mlýn im Norden, Svinná im Nordosten, Hlohovice im Osten, Mostiště und Chomle im Südosten, Radnice im Süden, Svatá Barbora im Südwesten, Němčovice im Westen sowie Lhotka u Radnic im Nordwesten.

## Geschichte
Weißgrün wurde 1760 auf dem Gütern der Herrschaft Liblín durch Baron von Ledebur gegründet. Der Baron gestattete die Rodung der Wälder im Flusstal zur Ansiedlung für deutsche Bergleute und Schwefelhüttenarbeiter, die dort 20 Häuser errichteten. Nächste Besitzer waren die Herzöge von Nassau, von denen Liblín mit den zugehörigen Dörfern zu Beginn des 19. Jahrhunderts an die Grafen Wurmbrand überging. In der Zeit erfolgte eine Erweiterung des Bergbaus und die Oleum-Fabrik wurde vergrößert. Daneben wurde in Weißgrün Kupfervitriol und Phosphor produziert. Aus den hochgiftigen Abfällen der Oleumfabrikation wurde Farbe gewonnen, die die Bezeichnung Engelsröte trug. 1845 lebten in dem Dorf 275 Menschen in 50 Häusern. Nach der Ablösung der Patrimonialherrschaften gehörte Weißgrün ab 1850 zur Gemeinde Niemtschowitz. Im selben Jahre erwarben die Auersperger die Gruben und Fabrik. In Weißgrün wurde ein Schichtamt eingerichtet. Nach Jahren des Aufschwunges folgte der Niedergang und 1891 wurde Oleumfabrikation eingestellt und stattdessen die Produktion von Kunstdünger aufgenommen. 1904 stellte die letzte Alaunhütte Westböhmens den Betrieb ein. Nach der Stilllegung der Kunstdüngerfabrik im Jahre 1906 erwarb die Anlagen ein Jahr später die Firma Simon Hoffmann aus Pilsen, die mit lediglich zehn Arbeitskräften die Herstellung von roter Farbe aus Schwefelkiesen wieder aufnahm. Während des Ersten Weltkrieges wurde der Schwefelkiesabbau wieder aufgenommen und nach Kriegsende eingestellt. Seitdem sind die Schächte abgesoffen.
Nach der Einstellung der Montanindustrie orientiert sich der Ort durch seine Lage in einem bewaldeten Tal auf den Tourismus.

## Gemeindegliederung
Für Kamenec sind keine Ortsteile ausgewiesen. Zur Gemeinde gehört die Ortslage Listopad.